# Дорф (Цюрих)
Дорф (нім. Dorf ZH) — громада  в Швейцарії в кантоні Цюрих, округ Андельфінген.

## Географія
Громада розташована на відстані близько 115 км на північний схід від Берна, 24 км на північ від Цюриха.
Дорф має площу 5,6 км², з яких на 12,5% дозволяється будівництво (житлове та будівництво доріг), 46,4% використовуються в сільськогосподарських цілях, 41% зайнято лісами, 0,2% не є продуктивними (річки, льодовики або гори).

## Демографія
2019 року в громаді мешкало 658 осіб (+4,1% порівняно з 2010 роком), іноземців було 9,9%. Густота населення становила 118 осіб/км².
За віковим діапазоном населення розподілялося таким чином: 21,6% — особи молодші 20 років, 61,7% — особи у віці 20—64 років, 16,7% — особи у віці 65 років та старші. Було 258 помешкань (у середньому 2,5 особи в помешканні).
Із загальної кількості 129 працюючих 27 було зайнятих в первинному секторі, 19 — в обробній промисловості, 83 — в галузі послуг.